# 広田照幸
広田 照幸（ひろた てるゆき、1959年8月2日 - ）は、日本の教育社会学者、東京大学教育学部教授を経て、日本大学文理学部教授。日本教育学会会長（2016年～）。専門は、教育社会学・教育史・社会史。

## 概要
広島県生まれ。東京大学教育学部教育学科教育社会学コース卒業。東京大学大学院教育学研究科博士課程修了。1995年、「近代日本における陸軍将校の教育社会史的研究―立身出世と天皇制教育」で博士（教育学）の学位を取得。指導教官は天野郁夫。
南山大学助教授、東京大学教育学部・大学院教育学研究科助教授を経て、2006年、同教授に昇格するが、直後に辞職。2006年10月、日本大学文理学部・大学院文学研究科教授。1997年『陸軍将校の教育社会史』で、サントリー学芸賞受賞。日本教育社会学会理事、教育史学会理事、日本教育学会理事。2016年、日本教育学会会長に就任。

## 人物
- 仁平典宏（東京大学教育学部）、平井秀幸（立命館大学産業社会学部）、武石典史（聖路加国際大学看護学部）、相澤真一（上智大学総合人間科学部）、香川七海（日本大学法学部）の指導教官。

## 著作

### 単著
- 『陸軍将校の教育社会史―立身出世と天皇制』世織書房、1997年／ちくま学芸文庫（上下）、2021年7月
- 『日本人のしつけは衰退したか―「教育する家族」のゆくえ』講談社現代新書、1999年
- 『教育言説の歴史社会学』名古屋大学出版会、2000年
- 『教育には何ができないか―教育神話の解体と再生の試み』春秋社、2003年
- 『教育（思考のフロンティア）』岩波書店、2004年
- 『「愛国心」のゆくえ―教育基本法改正という問題』世織書房、2005年
- 『教育不信と教育依存の時代』紀伊國屋書店、2005年
- 『格差・秩序不安と教育』世織書房、2009年
- 『教育学 ヒューマニティーズ』岩波書店 2009年
- 『教育論議の作法 教育の日常を懐疑的に読み解く』時事通信出版局 2011年
- 『教育は何をなすべきか――能力・職業・市民』岩波書店、2015年
- 『大学論を組み替える――新たな議論のために』名古屋大学出版会、2019年
- 『教育改革のやめ方』岩波書店、2019年

### 共編著
- 『〈理想の家族〉はどこにあるのか？』教育開発研究所、2002年
- 『職業と選抜の歴史社会学 国鉄と社会諸階層』世織書房、2004年（吉田文共編）
- 『実業世界の教育社会史』昭和堂、2004年（望田幸男共編）
- 『リーディングス日本の教育と社会 第3巻 子育て・しつけ』編著 日本図書センター、2006年
- 『こんなに役立つ数学入門 高校数学で解く社会問題』ちくま新書、2007年（川西琢也共編）
- 『若者文化をどうみるか？ 日本社会の具体的変動の中に若者文化を定位する』アドバンテージサーバー、2008年
- 『21世紀の社会と教育』アドバンテージサーバー、2008年
- 『教育問題はなぜまちがって語られるのか？―「わかったつもり」からの脱却』日本図書センター、2010年（伊藤茂樹との共著）
- 『教育原理 保育実践への教育学的アプローチ』塩崎美穂共編著 樹村房 保育・教育実践テキストシリーズ 2010
- 『現代日本の少年院教育―質的調査を通して』名古屋大学出版会、2012年（古賀正義・伊藤茂樹との共著）
- 『福祉国家と教育―比較教育社会史の新たな展開に向けて』橋本伸也,岩下誠共編 昭和堂、2013年
- 『教育する大学――何が求められているのか』岩波書店、2013年
- 『シリーズ大学』吉田文,小林傳司,上山隆大,濱中淳子と編集委員 岩波書店 2013-14 シリーズ大学 7 対話の向こうの大学像 著者代表
- 『少年院教育はどのように行われているか 調査からみえてくるもの』後藤弘子共編 矯正協会 2013
- 『教育システムと社会 その理論的検討』宮寺晃夫共編 世織書房 2014
- 『学問の自由と大学の危機』石川健治,橋本伸也,山口二郎共著 岩波ブックレット 2016
- 『歴史としての日教組』上下、名古屋大学出版会、2020年

### 翻訳
- E.H.キンモンス『立身出世の社会史 サムライからサラリーマンへ』加藤潤・吉田文・伊藤彰浩・高橋一郎共訳 玉川大学出版部、1995年
- ヒュー・ローダー,フィリップ・ブラウン,ジョアンヌ・ディラボー,A.H.ハルゼー編『グローバル化・社会変動と教育. 1 (市場と労働の教育社会学)』吉田文,本田由紀共編訳 東京大学出版会 2012